# Helipuerto de Tirvia
El helipuerto de Tirvia es un helipuerto construido en los años 1990 para servir a la comarca del Pallars Sobirá, en la provincia de Lérida.
Es propiedad de la Generalidad de Cataluña y lo gestionan los Bomberos de la Generalidad de Cataluña.
- Datos: Q5893872